# Synagoga w Tarłowie
Synagoga w Tarłowie – synagoga znajdująca się w Tarłowie opodal rynku przy ulicy Ostrowieckiej.
Synagoga została zbudowana około 1786 na miejscu starej synagogi. Podczas I wojny światowej, w 1914 podczas działań wojennych została doszczętnie zrujnowana. Po zakończeniu wojny w 1928 przystąpiono do budowy małego domu modlitwy, a synagogę pozostawiono nie przykrytą dachem, co spowodowało dalsze jej niszczenie. W 1934 sporządzono projekt, który miał przywrócić synagodze oryginalny wygląd sprzed 1914. Nie zdążono go wprowadzić w życie ze względu na wybuch II wojny światowej, podczas której synagoga prawie nie ucierpiała, ale rozebrano dom modlitwy.
Po wojnie synagoga stała opuszczona. Na przełomie lat 80. i 90. XX wieku sporządzono inwentaryzację ruin i projekt odbudowy z przeznaczeniem ich na miejski dom kultury. Projektu nie zrealizowano, a synagoga do dziś pozostaje w stanie ruiny.
Murowany z wapiennego kamienia łamanego budynek synagogi wzniesiono na planie zbliżonym do kwadratu. Wnętrze było pozbawione podziałów. Wysokie ściany przeprute wysokimi, smukłymi oknami o półkolistych nadprożach, a od strony północnej na wysokości piętra znajdują się cztery zamknięte odcinkowo, małe okienka dawnego babińca. Z tej strony widoczne są również resztki fundamentów domu modlitwy skomunikowanego dawniej przejściem z bożnicą. We wschodniej ścianie znajdowało się główne wejście, flankowane dwoma oknami. Wewnątrz można dostrzec ślady rozpoczętej w 1934 przebudowy oraz niezrealizowanego sklepienia klasztornego. Od strony zachodniej i południowej w przyziemiach zachowały się doskonale widoczne szerokie lizeny.